# Gabriel Milito
Gabriel Alejandro Milito mer känd som bara Gabriel Milito, född 7 september 1980, är en argentinsk före detta fotbollsspelare och numera tränare, som spelade sista säsongerna i Independiente dit han kom från FC Barcelona. Han köptes till "Barça" från Real Zaragoza. Milito blev spansk cupmästare med Zaragoza (2004) och blev utsedd till årets spelare i Argentina (2002).
Även hans storebror Diego Milito är professionell fotbollsspelare.
Den 5 augusti 2011 bröt FC Barcelona kontraktet med Milito.
År 2012 meddelade Milito officiellt att han slutar som spelare. Efter karriären har Milito tränat flera klubbar i Argentina, och år 2024 tog han över klassiska Atletico Mineiro i Brasilien.

## Nämnvärda meriter

### Independiente
- Trofeo Apertura: 2002/2003

### Real Zaragoza
- Copa del Rey: 2003/2004
- Supercopa de España: 2004/2005

### FC Barcelona
- La Liga: 2008/2009, 2009/2010, 2010/2011
- Supercopa de España: 2008/2009, 2009/2010
- UEFA Champions League: 2008/2009, 2010/2011
- Copa del Rey: 2008/2009
- VM för klubblag: 2009
- UEFA Super Cup: 2009